# Noel Treacy
Noel Treacy (irisch Nollaig Ó Treasaigh; * 18. Dezember 1951 in Ballinasloe, County Galway, Connacht; † 2. Februar 2022 im County Galway, Connacht) war ein irischer Politiker der Fianna Fáil (FF), der zwischen 1982 und 2011 Mitglied des Dáil Éireann war, des Unterhauses des Parlaments (Oireachtas) der Republik Irland. Er bekleidete zudem zahlreiche Posten als Staatsminister (Aire Stáit) in verschiedenen Regierungen.

## Leben
Noel Treacy, Sohn von Martin Treacy und dessen Ehefrau Margaret Treacy, besuchte die Gurteen National School sowie das St. Joseph’s College, das heutige Garbally College, in seinem Geburtsort Ballinasloe und trat bereits als siebzehnjähriger Schüler 1969 der Fianna Fáil (FF) bei. Er war als Auktionator und Manager im Finanzdienstleistungsbereich tätig. Am 20. Juli 1982 wurde er als Nachfolger des am 15. Juni 1982 verstorbenen Johnny Callanan bei einer Nachwahl (By-election) erstmals zum Mitglied des Dáil Éireann gewählt, des Unterhauses des Parlaments (Oireachtas), und vertrat in diesem nach seinem Wiederwahlen bei den Wahlen am 24. November 1982, 17. Februar 1987, 15. Juni 1989, 25. November 1992, 6. Juni 1997, 17. Mai 2002 sowie am 24. Mai 2007 bis zum 25. Februar 2011 den Wahlkreis Galway East.
Am 12. März 1987 übernahm Treacy in der dritten Regierung Haughey als Staatsminister im Finanzministerium erstmals ein Regierungsamt und hatte dieses bis zum 12. Juli 1989 inne. Zusätzlich fungierte er zwischen dem 30. Juni 1988 und dem 12. Juli 1989 auch als Staatsminister beim Premierminister (Taoiseach) Charles Haughey und war als solcher für das nationale Erbgut zuständig. In der darauf folgenden vierten Regierung Haughey war er vom 19. Juli 1989 bis zum 6. Februar 1991 zunächst Staatsminister im Gesundheitsministerium sowie danach zwischen dem 6. Februar und seiner Entlassung am 15. November 1991 Staatsminister im Justizministerium. In der ersten Regierung Reynolds übernahm er am 13. Februar 1992 wiederum das Amt als Staatsminister im Finanzministerium und hatte dieses bis zum 12. Januar 1993 inne. Daneben war er vom 8. September 1992 bis zum 12. Januar 1993 auch wieder Staatsminister bei Premierminister Albert Reynolds. In der zweiten Regierung Reynolds blieb er zwischen dem 14. Januar 1993 und dem 15. Dezember 1994 weiterhin Staatsminister bei Premierminister Albert Reynolds sowie Staatsminister im Finanzministerium. Zusätzlich war er vom 14. Januar bis zum 22. Januar 1993 erst Staatsminister im Energieministerium  sowie daraufhin zwischen dem 22. Januar 1993 und dem 15. Dezember 1994 Staatsminister im Ministerium für Verkehr, Energie und Kommunikation.
In der ersten Regierung Ahern wurde Noel Treacy am 9. Oktober 1997 Staatsminister im Ministerium für Bildung und Wissenschaft sowie außerdem Staatsminister im Ministerium für Unternehmen, Handel und Beschäftigung und hatte diese beiden Ämter bis zum 6. Juni 2002 inne. Bei der Europawahl 1999 kandidierte er für ein Mandat im Europäischen Parlament, verpasste jedoch mit 47.933 Stimmen (14,97 Prozent) ein Mandat. Nach der Bildung der zweiten Regierung Ahern übernahm er am 19. Juni 2002 den Posten als Staatsminister im Ministerium für Landwirtschaft und Ernährung und bekleidete diesen bis zum 29. September 2004. Im Zuge einer Regierungsumbildung wurde er anschließend am 29. September 2004 Staatsminister beim Premierminister Bertie Ahern sowie zugleich Staatsminister im Außenministerium und hatte diese beiden Regierungsposten bis zum 14. Juni 2007 inne. Bei den Wahlen zum Dáil Éireann am 25. Februar 2011 verzichtete er auf eine erneute Kandidatur und schied nach fast 29-jähriger Tätigkeit als Abgeordneter (Teachta Dála) aus dem Parlament. Aus seiner Ehe mit Mary Treacy gingen die vier Kinder Joan, Emer, Lisa und Rory Treacy hervor.